# 天主教拉傑沙希教區
天主教拉傑沙希教區（拉丁語：Dioecesis Raishahiensis），是羅馬天主教會以孟加拉國西北部拉傑沙希為中心的一個主教區。屬達卡總教區。教區管轄拉傑沙希專區。
2004年有教友45,526名，佔轄區總人口僅百分之0.3。由32名司鐸名管理17個堂區。現任教區主教為熱爾瓦削‧羅薩里奧。
1990年5月21日升為教區。